# マジェド・アブドゥラー
マジェド・アブドゥラー（Majid Abdullah, 1959年11月11日 - ）はサウジアラビア出身の元サッカー選手。元サウジアラビア代表。ポジションはFW。

## 経歴
砂漠のペレと称されたサウジアラビア史上最高の呼び声が高いストライカー。変幻自在の高速ドリブル、爆発的な跳躍力など黒人選手らしい身体能力の高さが特徴である。サウジアラビア代表としては1977年4月4日のパキスタン戦で代表デビューを飾ると、1980年代にはAFCアジアカップを2連覇する活躍でアジア全土にその名を知らしめた。
1994年6月26日のアメリカW杯1次リーグ、ベルギー戦を最後に代表を退くまで「117試合72得点」の記録を残している。特に得点に関しては、サウジアラビア代表の歴代最多記録である。また、サウジアラビア最大の球技場「キング・ファハド国際スタジアム」における公式試合の初得点者でもある。
クラブでは一貫してアル・ナスルFCでプレーし数々の栄光を与えたが、サウジアラビアサッカー連盟が選手の海外移籍を禁じていた事もあり、その実力の高さにも関わらず活躍の場はアジア内部に留まる事となった。なお、サウジアラビアリーグにおける通算最多得点者であり、リヤド・ダービーの最多得点者でもある。

## 代表歴

### 出場大会
- 1984年ロサンゼルス五輪
- 1994 FIFAワールドカップ

### 試合数
- 国際Aマッチ 117試合 75得点（1977年 - 1994年）

| サウジアラビア代表 | 国際Aマッチ | 国際Aマッチ |
| 年                 | 出場        | 得点        |
| ------------------ | ----------- | ----------- |
| 1977-1994          | 117         | 72          |
| 通算               | 117         | 72          |

## タイトル

### クラブ
- サウジ・プレミアリーグ：5回（1980, 1981, 1989, 1994, 1995）
- サウジ国王杯：4回（1981, 1986, 1987, 1990）
- アジアカップウィナーズカップ：1回（1998）
- アジアスーパーカップ：1回（1997-98）
- ガルフクラブ選手権：2回（1996, 1997）

### 代表
- AFCアジアカップ：2回（1984, 1988）
- ガルフカップ：1回（1982）

### 個人
- アジア年間最優秀選手賞：3回（1984, 1985, 1986）
- サウジ・プレミア・リーグ得点王：6回（1979, 1980, 1981, 1983, 1986, 1989）
- アジア月間最優秀選手賞：2回（1995年6月、1997年1月）
- アラブ・ゴールデンブーツ賞：2回（1981, 1989）